# Yu Yonehara
Yu Yonehara (米原 祐 Yonehara Yu?, nacido el 18 de agosto de 1994 en Hyogo) es un futbolista japonés que se desempeña como defensa.

## Trayectoria

### Clubes
| Club          | País  | Año    |
| ------------- | ----- | ------ |
| SC Sagamihara | Japón | 2017 - |

## Estadística de carrera

### J. League
| Club          | Año   | J. League | J. League | Copa J. League | Copa J. League | Total | Total |
| Club          | Año   | Part.     | Goles     | Part.          | Goles          | Part. | Goles |
| ------------- | ----- | --------- | --------- | -------------- | -------------- | ----- | ----- |
| SC Sagamihara | 2017  | 19        | 2         | -              | -              | 19    | 2     |
| Total         | Total | 19        | 2         | 0              | 0              | 19    | 2     |